# Shunta Nakamura
Shunta Nakamura (japanisch 中村 駿太 Nakamura Shunta; * 10. Mai 1999 in Sakura) ist ein japanischer Fußballspieler.

## Karriere
Nakamura erlernte das Fußballspielen in der Schulmannschaft der Aomori Yamada High School. Seinen ersten Vertrag unterschrieb er 2018 bei Montedio Yamagata. Der Verein spielte in der zweithöchsten Liga des Landes, der J2 League. 2019 wurde er an den Drittligisten Thespakusatsu Gunma ausgeliehen. Für den Verein aus Kusatsu absolvierte er vier Drittligaspiele. 2020 kehrte er nach der Ausleihe zu Montedio zurück. Kamatamare Sanuki, ein Drittligist aus Takamatsu, lieh ihn die Saison 2021 aus.